# Niman Tibor
Niman Tibor (Kolozsvár, 1945. július 26. – Svédország, 2010. május) erdélyi magyar pszichológus, lélektani szakíró.

## Életútja
Szülővárosában végzett középiskolát, a Babeș–Bolyai Tudományegyetemmen szerzett lélektan szakos képesítést. A Területi Kutató és az Alkalmazott Lélektani Laboratórium pszichológusa. Kutatómunkát végez a motivácionális tényezők terén, személyiség-lélektani kérdésekkel foglalkozik. 1972-ben doktorált. 1984. augusztusában családjával együtt kivándorolt Svédországba. A Munkaügyi Minisztérium egyik intézeténél alkalmazták. 
Szaktanulmányai a Studia Universitatis Babeş-Bolyai c. folyóiratban jelentek meg, magyarul A Hét és a Dolgozó Nő közölte írásait. Kiemelkedő a Szerelem – házassággal c. értekezése (TETT, 1978/1), melyben a szexuális és szerelmi élet rendezettségét és boldogságát a házasságlélektan szempontjából vizsgálja, s a jó házasság előkészítését és lehetőségeit kutatja.